# كهنك (هوديان)
كهنك هوديان (بالفارسية: کهنک) هي منطقة سكنية تقع في سيستان وبلوتشستان في إيران. يقدر عدد سكانها بـ 84 نسمة .